# Lijst van afleveringen van Corner Gas
Dit is een lijst met afleveringen van de Canadese televisieserie Corner Gas. De serie telt 6 seizoenen.

## Seizoen 1
| Nr. | Titel aflevering      | Uitzenddatum Canada   |
| --- | --------------------- | --------------------- |
| 1   | Ruby Reborn           | 22 januari 2004       |
| 2   | The Taxman            | 29 januari 2004       |
| 3   | Pilates Twist         | 4 februari 2004       |
| 4   | Oh Baby               | 11 februari 2004      |
| 5   | Grad '68              | 18 februari 2004      |
| 6   | World's Biggest Thing | 25 februari 2004      |
| 7   | All My Ex's           | woensdag 3 maart 2004 |
| 8   | Cousin Carl           | 10 maart 2004         |
| 9   | Cell Phone            | 17 maart 2004         |
| 10  | Comedy Night          | 24 maart 2004         |
| 11  | Face Off              | 21 april 2004         |
| 12  | Hook Line and Sinker  | 31 maart 2004         |
| 13  | I Love Lacey          | 28 april 2004         |

## Seizoen 2
| Nr. | Titel aflevering         | Uitzenddatum Canada |
| --- | ------------------------ | ------------------- |
| 14  | The Brent Effect         | 5 oktober 2004      |
| 15  | Wedding Card             | 12 oktober 2004     |
| 16  | Smell Of Freedom         | 19 oktober 2004     |
| 17  | Whataphobia              | 26 oktober 2004     |
| 18  | Lost and Found           | 2 november 2004     |
| 19  | Poor Brent               | 9 november 2004     |
| 20  | Hero Sandwhich           | 16 november 2004    |
| 21  | Security Cam             | 23 november 2004    |
| 22  | Bingo Night              | 7 december 2004     |
| 23  | Mosquito Time            | 14 december 2004    |
| 24  | Hurry Hard               | 17 januari 2005     |
| 25  | American in Saskatchewan | 24 januari 2005     |
| 26  | Pandora's Wine           | 7 februari 2005     |
| 27  | Doc Small                | 14 februari 2005    |
| 28  | Rock On!                 | 21 februari 2005    |
| 29  | Air Show                 | 14 maart 2005       |
| 30  | Slow Pitch               | 21 maart 2005       |
| 31  | Harvest Dance            | 28 maart 2005       |

## Seizoen 3
| Nr. | Titel aflevering   | Uitzenddatum Canada |
| --- | ------------------ | ------------------- |
| 32  | Dress For Success  | 19 september 2005   |
| 33  | Key To The Future  | 26 september 2005   |
| 34  | Dog River Vice     | 3 oktober 2005      |
| 35  | Will and Brent     | 10 oktober 2005     |
| 36  | The Littlest Yarbo | 17 oktober 2005     |
| 37  | Mail Fraud         | 24 oktober 2005     |
| 38  | Fun Run            | 31 oktober 2005     |
| 39  | Trees A Crowd      | 7 november 2005     |
| 40  | Picture Perfect    | 14 november 2005    |
| 41  | Safety First       | 21 november 2005    |
| 42  | Hairloss           | 28 november 2005    |
| 43  | Ruby Newsday       | 5 december 2005     |
| 44  | Merry Gasmas       | 12 december 2005    |
| 45  | Friend Of A Friend | 30 januari 2006     |
| 46  | Block Party        | 20 februari 2006    |
| 47  | Physical Credit    | 27 februari 2006    |
| 48  | Telescope Trouble  | 6 maart 2006        |
| 49  | Bean There         | 13 maart 2006       |
| 50  | Road Worthy        | 20 maart 2006       |

## Seizoen 4
| Nr. | Titel aflevering               | Uitzenddatum Canada |
| --- | ------------------------------ | ------------------- |
| 51  | Hair Comes The Judge           | 18 september 2006   |
| 52  | Dog River Dave                 | 25 september 2006   |
| 53  | Two Degrees of Separation      | 2 oktober 2006      |
| 54  | Just Brent And His Shadow      | 9 oktober 2006      |
| 55  | Demolition                     | 16 oktober 2006     |
| 56  | Jail House                     | 23 oktober 2006     |
| 57  | I                              | 30 oktober 2006     |
| 58  | Blog River                     | 6 november 2006     |
| 59  | Outside Joke                   | 13 november 2006    |
| 60  | One Piano                      | 20 november 2006    |
| 61  | Kids Stuff                     | 27 november 2006    |
| 62  | Mother's Day                   | 22 januari 2007     |
| 63  | Census Sensibility             | 29 januari 2007     |
| 64  | The Good Old Table Hockey Game | 5 februari 2007     |
| 65  | Lacey Borrows                  | 12 februari 2007    |
| 66  | Potato Bowl                    | 19 februari 2007    |
| 67  | Seeing Things                  | 26 februari 2007    |
| 68  | Happy Campers                  | 5 maart 2007        |
| 69  | Gopher It                      | 12 maart 2007       |

## Seizoen 5
| Nr. | Titel aflevering          | Uitzenddatum Canada |
| --- | ------------------------- | ------------------- |
| 70  | Cable Excess              | 24 september 2007   |
| 71  | Spin Cycle                | 8 oktober 2007      |
| 72  | Whiner Takes All          | 15 oktober 2007     |
| 73  | Dark Circles              | 22 oktober 2007     |
| 74  | Wash Me                   | 29 oktober 2007     |
| 75  | The Eight Samurai         | 12 november 2007    |
| 76  | Buzz Driver               | 19 november 2007    |
| 77  | Classical Gas             | 14 januari 2008     |
| 78  | Game Set & Mouse          | 21 januari 2008     |
| 79  | Knit Wit Of The Month     | 28 januari 2008     |
| 80  | Top Gum                   | 4 februari 2008     |
| 81  | The J-Word                | 11 februari 2008    |
| 82  | Outside The Box           | 18 februari 2008    |
| 83  | Contagious Fortune        | 10 maart 2008       |
| 84  | No Time Like The Presents | 17 maart 2008       |
| 85  | Coming Distractions       | 31 maart 2008       |
| 86  | The Accidental Cleanist   | 7 april 2008        |
| 87  | Bed And Brake Fast        | 14 april 2008       |
| 88  | Final Countdown           | 21 april 2008       |

## Seizoen 6
| Nr. | Titel aflevering             | Uitzenddatum Canada |
| --- | ---------------------------- | ------------------- |
| 89  | Full Load                    | 13 oktober 2008     |
| 90  | Bend It Like Brent           | 20 oktober 2008     |
| 91  | Self-Serving                 | 27 oktober 2008     |
| 92  | Meat Wave                    | 10 november 2008    |
| 93  | All That And A Bag Of Chips  | 17 november 2008    |
| 94  | Good Tubbin                  | 24 november 2008    |
| 95  | American Resolution          | 12 januari 2009     |
| 96  | Reader Pride                 | 19 januari 2009     |
| 97  | Rock Stars                   | 26 januari 2009     |
| 98  | Shirt Disturber              | 2 februari 2009     |
| 99  | Cat River Daze               | 16 februari 2009    |
| 100 | Super Sensitive              | 23 februari 2009    |
| 101 | TV Free Dog River            | 2 maart 2009        |
| 102 | Queasy Rider                 | 9 maart 2009        |
| 103 | R2 Bee Too                   | 16 maart 2009       |
| 104 | Crab Apple Cooler            | 23 maart 2009       |
| 105 | Happy Career Day To You      | 30 maart 2009       |
| 106 | Get The F Off My Lawn        | 6 april 2009        |
| 107 | You've Been Great, Goodnight | 13 april 2009       |